# Centro storico di Afragola
Il centro storico di Afragola è la parte della città compresa tra i quartieri di Santa Maria, San Giorgio, Rosario, Ciampa e Casavico, con estremi via Alcide De Gasperi (nord), Corso Garibaldi (sud), le vie Giovanni Ciaramella e Dario Fiore (ovest) e le vie Pietro Casilli e San Giovanni (est).

## Aspetto

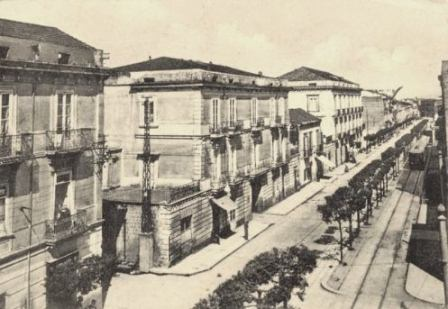
Veduta della Tranvia Napoli-Caivano dal corso Garibaldi, 1881 circa.

L'attuale aspetto del centro storico è dovuto alle trasformazioni urbane dell'ultimo secolo e alla presenza di edifici, precisamente del XVII secolo e primi anni del XX secolo, dopo la fine della "baronia" dei Capece-Bozzuto, avvenuta nel 1576 e la progressiva espansione demografica tra la fine del 1500 e l'inizio del 1600.
Inoltre, grazie a cartine geografiche, come la Carta Rizzi Zannoni del 1793 e lo scrittore Giuseppe Castaldi il quale riportò, nella sua opera Memorie storiche del comune di Afragola, fin dove si spingessero gli abitanti nella prima metà del 1800.
Castaldi, infatti, scrisse che la città comunicava con la Regia strada di Caserta, l'attuale strada statale 87 Sannitica, "per una lunga via selciata di basoli di circa 300 passi", probabilmente l'attuale via Dario Fiore, e "un'altra bella strada della lunghezza di un miglio benanche selciata ed alberata ai due lati (che) mena dallo stesso Comune alla Capitale per mezzo di Casoria", probabilmente l'attuale corso Giuseppe Garibaldi, dove vi erano abitazioni, strade larghe, lunghe e coperte da selci.
Inoltre, secondo lo scrittore, "dietro le chiese di San Marco e di San Giorgio, fino al Salice vi sono in vari luoghi […] fabbricati dagli abitanti del luogo si chiamano pozzelle, per le quali in alcune più vicine al Salice vi passa l’acqua, ed in altre vi si ravvisano sicuri indizi, che vi sia passata una volta", probabilmente resti dell'acquedotto romano, visibili ancora nella prima metà del XVIII secolo.

## Monumenti e luoghi d'interesse
Ecco un elenco sommario dei principali punti attrattivi del centro storico della città campana.

### Piazze del centro storico
- Piazza Municipio
- Piazza Santa Maria
- Piazza Ciampa
- Piazza San Giorgio
- Piazza Castello

### Chiese del centro storico
- Basilica di Sant'Antonio di Padova
- Parrocchiale di Santa Maria d'Ajello
- Ss. sacramento, detta di San Marco all'olmo
- Parrocchiale di San Giorgio martire
- Cappella dell'Ave Gratia plena
- Parrocchia del Sacratissimo Rosario
- Santuario dei Sacri Cuori

### Palazzi del centro storico
- Palazzo Migliore (inizio '800)
- Palazzo Romanucci (1808)
- Palazzo Baccina (metà '600)
- Palazzo Arcella (fine '500)
- Palazzo Majello-Laezza (XIX secolo)
- Palazzo Moccia

### Architetture militari
- Castello di Afragola
- Fortillicium. Di probabile origine normanna e forse parte di un'antica fortificazione.[6]

## Centro antico
Il centro antico è situato nei pressi della stazione di Napoli Afragola, dove venne ritrovato un villaggio risalente all'età del bronzo, il villaggio del bronzo antico di Afragola, distrutto dall'eruzione delle Pomici di Avellino e scoperto nel 2005 durante i lavori di realizzazione della succitata stazione.

## Controversie
Tuttavia, il centro è interessato dalla presenza di case chiuse, destinati ad africani e dove è consumata anche droga, e delle attività di ristorazione e commerciali abusive gestite da nigeriani, in particolare nelle zone di "via Rosario, via Santa Maria, via Caracciolo, via Dante Alighieri", costringendo il comando della polizia locale ad ampliare il servizio notturno ed effettuare ispezioni e controlli nell’area.